# 엄마의 말뚝
《엄마의 말뚝》은 박완서의 중편, 연작 소설로, 1980년 문학사상에서 발표되었다.